# Agnieszka Czopek
Agnieszka Czopek (polonès: Agnieszka Ewa Czopek (-Sadowska))  (Krzeszowice, 9 de gener de 1964), coneguda de casada com a Agnieszka Czopek-Sadowska, és una nedadora polonesa, ja retirada, especialista en esquena, papallona i estils, que va competir durant les dècades de 1970 i 1980. Fou la primera medallista olímpica polonesa en natació.
El 1980 va prendre part en els Jocs Olímpics d'Estiu de Moscou, on va disputar dues proves del programa de natació. Guanyà la medalla de bronze en els 400 metres estils, rere l'alemanya Petra Schneider i la britànica Sharron Davies. En els 200 metres esquena quedà eliminada en sèries.
En el seu palmarès també destaquen 14 campionats nacionals, 37 rècords nacionals i dues medalles de bronze al Campionat d'Europa de natació de 1981. Problemes de salut van obligar-la a retirar-se el 1984.